# Inge Viett

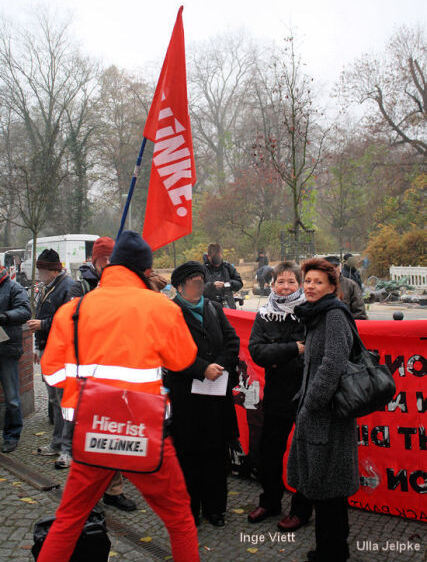
Inge Viett, zweite von rechts, neben Ulla Jelpke bei einer Demonstration 2011

Inge Viett (* 12. Januar 1944 in Stemwarde; † 9. Mai 2022 in Falkensee) war eine deutsche Terroristin. Als Mitglied der Bewegung 2. Juni schloss sie sich 1980 der Rote Armee Fraktion (RAF) an und tauchte 1982 in der DDR unter. Wegen versuchten Mordes wurde sie 1992 zu dreizehn Jahren Freiheitsstrafe verurteilt. Nach ihrer vorzeitigen Entlassung 1997 war sie als linke Aktivistin und Autorin tätig.

## Leben

### Kindheit und Jugend
Nachdem das Jugendamt ihrer Mutter das Sorgerecht entzogen hatte, lebte Inge Viett ab 1946 zunächst in einem Kinderheim in Schleswig-Holstein. Im März 1950 kam sie zu einer Pflegefamilie in ein Dorf bei Eckernförde. Viett schilderte die Zeit und insbesondere die Erziehung durch ihre Pflegemutter als sehr belastend. Sie wurde in der Zeit von einem Bauern aus der Nachbarschaft vergewaltigt. Sie besuchte die Volksschule des Dorfes. Nach neun Jahren floh sie aus der Pflegefamilie. Mit Unterstützung des örtlichen Pfarrers erhielt sie für ein Jahr einen Platz beim Jugendaufbauwerk in Arnis, wo sie in Hauswirtschaft und Kinderpflege unterrichtet wurde. Das Jugendamt schickte Viett dann auf die Kinderpflegerinnen-Schule nach Schleswig. Sie selbst wollte Sportlehrerin werden und beschrieb die Ausbildung zur Kinderpflegerin später als „gräßlich“. Die Situation führte bis zu einem Selbstmordversuch. Die Ausbildung setzte sie jedoch fort und ging zur Absolvierung eines Anerkennungsjahres als Kindermädchen zu einer wohlhabenden Familie nach Hamburg. Hier litt Viett unter dem als autoritär empfundenen Familienvater. In diesem Zeitraum hatte sie ein Verhältnis mit einer etwa 20 Jahre älteren Erzieherin in Schleswig, die auch ihre Vormundschaft übernahm und ihr den Besuch der Sportschule ermöglichte. Es schloss sich eine Beziehung zu einem US-Soldaten afroamerikanischer Herkunft an. 1963 nahm sie ein Sport- und Gymnastikstudium an der Universität Kiel auf, das sie nach sechs Semestern, kurz vor dem Abschluss, abbrach. Viett ging dann nach Hamburg und strippte zwei Monate auf St. Pauli. Mit einer Lebenspartnerin zog sie nach Wiesbaden und arbeitete dort als graphische Hilfskraft. Nach der Trennung schlug sie sich mit verschiedenen Aushilfsarbeiten durch. Sie war unter anderem als Reiseleiterin, Filmeditorin, Hausmädchen und Bardame tätig.

### APO
1968 zog Viett nach West-Berlin und lebte in einer Frauenwohngemeinschaft in der Eisenbahnstraße 22 in Kreuzberg. Sie beteiligte sich an Versammlungen, Demonstrationen und Aktionen der APO. Als wesentliches Element ihrer Politisierung beschrieb sie eine mehrmonatige Reise nach Nordafrika und die Erfahrung der dortigen Armut im Kontrast zum Reichtum einiger und des westlichen Überflusses. Bei einer Demonstration wurde Viett von einem Zivilbeamten festgenommen, nachdem sie mit einem Pflasterstein zum Wurf ausgeholt hatte. Sie blieb über Nacht im Polizeigewahrsam. Diese kurze Hafterfahrung schildert sie später als tiefen Bruch. Beruflich hatte sie ein Praktikum in einer Filmkopierfabrik aufgenommen, um später eine Ausbildung beginnen zu können, provozierte jedoch dort ihre Kündigung. Es folgte die Beteiligung an militanten Aktionen. Ein Brandanschlag auf den Fuhrpark des Axel-Springer-Verlags scheiterte an technischen Schwierigkeiten. Viett erlernte den Bau und die Anwendung von Molotowcocktails.
Zusammen mit Verena Becker warf sie Schaufensterscheiben von Brautkleider- und Pornogeschäften ein und hinterließ dort Aufkleber mit der Aufschrift „Die schwarze Braut kommt“.
Im Herbst 1971 zog sie in die Kommune Liebenwalder Straße, (Berlin-Wedding) ein Zentrum der Schwarzen Hilfe, einer 1971 gegründeten anarchistischen Gruppe zur Unterstützung inhaftierter Aktivisten. Viett hatte in dieser Gruppe entscheidenden Einfluss.
Im Dezember 1971 gehörte sie zu den Besetzern des Georg-von-Rauch-Hauses. Während eines Polizeieinsatzes gegen die Besetzung hielten andere Bewohner sie davon ab, aus dem Dachgeschoss Molotowcocktails auf die vor dem Haus befindlichen Polizisten zu werfen.

### Terrorismus
Durch Michael Baumann wurde sie für die Terrororganisation Bewegung 2. Juni angeworben. Sie zog zurück in die Eisenbahnstraße, um der vermuteten Überwachung der Kommune durch staatliche Stellen zu entgehen, und gründete dort mit drei weiteren Mitgliedern eine Zelle, die dann auf sieben Mitglieder anwuchs.
In Reaktion auf den Blutsonntag im Januar 1972 im nordirischen Derry plante die Gruppe einen Bombenanschlag auf eine britische Einrichtung in Berlin. Da die militärischen Einrichtungen zu gut gesichert waren, deponierten sie in der Nacht des 2. Februar 1972 eine selbst gefertigte Bombe vor dem Clubhaus des britischen Yachtclubs in Berlin-Kladow.  Der Sprengsatz explodierte jedoch nicht und wurde am nächsten Morgen von dem Bootsbauer und Hausmeister Erwin Beelitz gefunden. Er nahm den in einem Autofeuerlöscher eingebauten Sprengkörper mit in seine Werkstatt, in der es dann zur Explosion kam. Erwin Beelitz verstarb. Viett schilderte später, sie sei bestürzt gewesen, habe sich aber nicht verantwortlich gefühlt und es als tödlichen Unfall betrachtet.
Sie war an dem am 4. April 1972 auf die Disconto Bank in Berlin-Britz begangenen Überfall beteiligt, bei dem die Gruppe knapp 30.000 DM erbeutete.
Am 7. Mai 1972 wurde Viett mit drei weiteren Personen, darunter Ulrich Schmücker und Harald Sommerfeld, in Bad Neuenahr bei einer Routinekontrolle verhaftet; die Polizei hatte im Kofferraum des Wagens Sprengstoff gefunden. Schmücker und Sommerfeld gaben an, sie hätten aus Protest gegen die Hinrichtung türkischer Studenten einen Anschlag auf die türkische Botschaft in Bonn geplant. Viett war zunächst in der Justizvollzugsanstalt Koblenz inhaftiert, bevor sie nach vier Monaten nach Berlin in die Lehrter Straße 61 verlegt wurde. Ab Januar 1973 nahm sie über fünf Wochen an einem bundesweit organisierten Hungerstreik für bessere Haftbedingungen teil. Mittels einer von einer Mitgefangenen eingeschmuggelten Feile flüchtete sie am 20. Juni 1973 durch das vergitterte Fenster des Fernsehraums im ersten Stock, den sie mit anderen Gefangenen zwei Stunden in der Woche nutzen durfte. Sie kam zunächst für einige Tage in einer Frauenwohngemeinschaft unter, nahm wieder Kontakt mit der Bewegung 2. Juni auf und widmete sich der Reorganisation der Gruppierung. Im Tegeler Forst und im Grunewald hatte sie auch Schießen gelernt. In einer ersten Aktion wurde ein Waffengeschäft überfallen, um so die Bewaffnung der Gruppe zu verbessern.
Diese wollte einen prominenten Staatsvertreter entführen, um auf diesem Weg Gefangene freizupressen. Viett war an der Vorbereitung beteiligt. Nach dem Tod des in der Haft während eines Hungerstreiks verstorbenen Holger Meins entschloss man sich zur schnellen Reaktion und wählte den Präsidenten des Kammergerichts Günter von Drenkmann als Opfer aus. Bei dem gescheiterten Entführungsversuch am 10. November 1974 wurde von Drenkmann erschossen. Nächstes Ziel wurde der CDU-Spitzenkandidat zu den Berliner Abgeordnetenhaus-Wahlen Peter Lorenz. Viett war 1975 auch an der Vorbereitung und Durchführung der Lorenz-Entführung beteiligt. Tatsächlich konnte man die Freilassung von mehreren Mitgliedern der Bewegung 2. Juni erreichen.
Im Anschluss an die Aktion flog Viett mit einem weiteren Mitglied der Bewegung 2. Juni nach Beirut, um mit den Freigepressten und nach Südjemen Ausgeflogenen Kontakt aufzunehmen. Sie sprach mit Abu Hassan und Abu Iyad, ohne jedoch konkrete Ergebnisse zu erzielen. Nach einigen Wochen kehrte sie nach Europa zurück. Es folgte eine weitere Reise in den Libanon. Viett erhielt dort eine militärische Ausbildung und kehrte nach Berlin zurück.
In Berlin verübte die Bewegung 2. Juni dann zwei Banküberfälle, die durch die Verteilung von Schokoküssen an die Bankkunden für Aufsehen sorgten.
Am 9. September 1975 wurde Inge Viett erneut verhaftet, gemeinsam mit Ralf Reinders und Juliane Plambeck. Im Zuge diverser weiterer Aktionen gelang es der Polizei, in kürzester Zeit auch fast sämtliche andere Mitglieder der Bewegung 2. Juni festzunehmen. Viett kam wieder in ihre ehemalige Zelle im Frauengefängnis in der Berliner Lehrter Straße.
Ein erster Fluchtversuch am 24. Dezember 1975 scheiterte. Am 7. Juli 1976 gelang es Viett, Gabriele Rollnik, Monika Berberich und Juliane Plambeck, unter Verwendung eines angefertigten Nachschlüssels und durch Überwältigung zweier Justizvollzugsbeamtinnen zu fliehen.
Viett ging gemeinsam mit Rollnik und Plambeck – Berberich war wieder gefasst worden – nach Bagdad. Hier traf sie auf einige der 1975 Freigepressten. Sie reiste weiter in den Südjemen, wo sie sich für drei Monate in einem palästinensischen Ausbildungslager aufhielt. Ihr Deckname lautete dort Intissar.
Zurückgekehrt nach Europa, ging Viett mit weiteren Terroristen der Bewegung 2. Juni zunächst nach Wien. Dort wurde am 9. November 1977 unter Mitwirkung von drei österreichischen Studenten der 74-jährige österreichische Unternehmer Walter Michael Palmers entführt. Palmers wurde nach Zahlung eines Lösegeldes von 30,5 Millionen österreichischen Schilling vier Tage später unverletzt wieder freigelassen. Die Entführung hatte keinen politischen Hintergrund, sondern diente der bloßen Beschaffung von Geld zur Finanzierung des Terrorismus. Viett setzte sich danach nach Italien ab.
Mit dem Ziel, eine Befreiungsaktion in West-Berlin durchzuführen, reiste Viett über Prag und den Ost-Berliner Flughafen Berlin-Schönefeld nach West-Berlin. Sie wurde dabei in Schönefeld von Stasi-Major Harry Dahl, Leiter der Hauptabteilung XXII für Terrorabwehr, angesprochen, der – für Viett überraschend – Kenntnis über ihre wahre Identität hatte. Es ergab sich ein zweistündiges Gespräch. Dabei sicherten ihr die DDR-Behörden zu, dass man nicht mit der Polizei der Bundesrepublik Deutschland zusammenarbeiten werde, sodass eine unbeeinträchtigte Einreise in die DDR möglich sei.
Am 27. Mai 1978 befreite ein Kommando der Bewegung 2. Juni, zu dem auch Viett gehörte, Till Meyer aus der JVA Moabit; die ebenfalls beabsichtigte Befreiung von Andreas Vogel scheiterte. Viett reiste mit Meyer und dem Kommando über die Friedrichstraße nach Ost-Berlin aus. Da bei Leibesvisitationen gefundene Waffen Probleme bereiteten, berief sich Viett auf ihr Treffen mit dem Mitarbeiter der Staatssicherheit, was tatsächlich zur Aushändigung der Waffen und unbeeinträchtigten Einreise in die DDR führte. Die Gruppe reiste weiter nach Bulgarien. Bereits am 21. Juni 1978 wurden dort Till Meyer, Gabriele Rollnik, Gudrun Stürmer und Angelika Goder auf dem Flughafen von Burgas von einer deutschen Antiterroreinheit festgenommen. Viett gelang es mit den weiteren Mitgliedern Regina Nicolai und Ingrid Siepmann, sich über Sofia nach Prag abzusetzen. Dort verhaftete sie am 27. Juni 1978 der tschechoslowakische Geheimdienst. Viett nannte ihren Klarnamen und forderte eine Kontaktaufnahme mit den DDR-Behörden. Im Ergebnis wurden Viett und die beiden anderen von drei Mitarbeitern der DDR-Staatssicherheit aus dem Gefängnis abgeholt und in die DDR gebracht. Sie hielten sich vom 28. Juni bis zum 12. Juli 1978 in einem Objekt der Staatssicherheit auf, bevor man ihnen dann über Berlin-Schönefeld den Abflug nach Bagdad ermöglichte. Dort blieb Viett drei Monate und kehrte dann nach Europa zurück, wo sie sich in Paris niederließ. Die Stimmung in der Gruppe und die eigene Stimmungslage umschrieb Viett später als eher resigniert.
In dieser Zeit war sie an Gesprächen über eine Vereinigung der Bewegung 2. Juni und der Rote Armee Fraktion beteiligt. Nachdem am 5. Mai 1980 in Paris Sieglinde Hofmann, Ingrid Barabass, Regina Nicolai, Karola Magg und Karin Kamp festgenommen worden waren, entschied sich Viett für den Wechsel zur RAF. Für diese nahm sie in Ost-Berlin Verhandlungen mit der DDR-Staatssicherheit auf, um acht RAF-Aussteigern eine Ausreise nach Afrika oder dem Nahen Osten zu ermöglichen, da sich eine andere Möglichkeit aufgrund fehlender Papiere zerschlagen hatte. Die Staatssicherheit wies auf die Probleme des Untertauchens in Afrika hin und schlug zur Überraschung Vietts stattdessen ein Leben in der DDR vor. Man vereinbarte die Übersiedlung der acht in die DDR, die schließlich über Prag in die DDR reisten. Viett selbst reiste weiter in den Südjemen und wollte dort ihre eigene Situation überdenken. In der RAF fühlte sie sich ausgegrenzt. Nach sechs Wochen kehrte sie zurück nach Europa. Gemeinsam mit drei weiteren RAF-Mitgliedern absolvierte sie in Briesen in der DDR eine militärische Ausbildung der AGM/S (Arbeitsgruppe des Ministers/Sondergruppen) zur Durchführung von Terroranschlägen. Danach wohnte sie in einem von der RAF unterhaltenen Haus im belgischen Namur.

Im August 1981 fuhr Viett mit einem von ihr gekauften Suzuki-Moped ohne Sturzhelm durch Paris. Als zwei Verkehrspolizisten sie daraufhin kontrollieren wollten, versuchte sie zu entkommen. Es folgte eine längere Verfolgungsjagd durch Paris, die sie schließlich zu Fuß fortsetzte. In einem Hof trat sie dem Polizisten Francis Violleau mit vorgehaltener Pistole entgegen. Als dieser zu seiner Dienstwaffe greifen wollte, schoss Viett aus vier Metern Entfernung auf ihn. Der Verkehrspolizist wurde am 7. Halswirbel verletzt und war danach querschnittsgelähmt. Der dreifache Vater musste ab 1985 in einem Heim für Schwerstbehinderte bei Blois an der Loire leben. Er hatte jeden Tag Schmerzen. Seine Familie zog von Paris zurück in die Bretagne, Violleau starb 2000 im Alter von 54 Jahren an den Folgen der Verletzung.
Viett setzte sich zunächst nach Namur und dann in den Südjemen ab. Bei ihr steigerten sich die Zweifel am Sinn der Fortsetzung des bewaffneten Kampfes. Sie nahm die RAF als gesellschaftlich isoliert wahr, die mit ihren Aktionen selbst innerhalb der Linken nur noch marginalisierte Gruppen erreichte.

### Flucht in die DDR
1982 tauchte sie in der DDR unter und lebte dort zunächst im „Konspirativen Objekt 74“, einem abgeschieden gelegenen „Forsthaus an der Spree“ der Staatssicherheit, unweit von Briesen bei Frankfurt (Oder), und wurde sechs Monate lang auf ihr DDR-Leben vorbereitet. Unter dem Namen Eva-Maria Sommer und mit einer Legende, nach der sie eine Übersiedlerin aus dem Westen war, zog sie nach Dresden-Prohlis. Dort absolvierte sie eine Ausbildung zur Repro-Fotografin und erwarb einen Facharbeiterabschluss. Am 25. Februar 1983 wurde Viett als inoffizielle Mitarbeiterin „Maria Berger“ in der Abteilung „Beobachtungen“, einer Unterabteilung der Abteilung für internationale Terrorabwehr des Ministeriums für Staatssicherheit, registriert.
Eine Betriebskollegin sah auf einer Fahrt in die Bundesrepublik ein Fahndungsplakat mit dem Bild von Inge Viett und berichtete einer anderen Kollegin von der wahren Identität Eva-Maria Sommers. Viett musste daraufhin Dresden verlassen und kam zunächst nach Berlin-Marzahn. Sie erhielt eine neue Identität, diesmal als Eva Schnell. Auch die Legende wurde verändert. Diesmal war Eva Schnell eine DDR-Bürgerin, die jedoch bisher in einem kleinen Familienbetrieb ihres Mannes gearbeitet hatte, nach dessen Tod nun eine berufliche Neuorientierung erfolge. 1987 übersiedelte sie mit der neuen Legende nach Magdeburg und lebte in der Hans-Grundig-Straße in Magdeburg-Nord. Beruflich war sie für die Organisation der Kinderferienlager des im Magdeburger Stadtteil Salbke ansässigen VEB Schwermaschinenbau Karl Liebknecht (SKL) verantwortlich und betreute ein Budget von 1.000.000 Mark (DDR) jährlich. Ihr unterstanden drei Mitarbeiterinnen, wobei sie das Arbeitsklima als zunächst sehr gespannt beschrieb. Dem Projekt DDR stand Viett laut ihrer Autobiographie positiv gegenüber, allerdings habe sie das Niveau der Presseberichterstattung und vor allem das der politischen Analyse in der Presse kritisch gesehen. Die Wende und friedliche Revolution in der DDR lehnte sie ab. Trotzdem ging sie zu einem der Montagsgebete im Magdeburger Dom. Anders als andere Teilnehmer dies später taten, schilderte Viett die Reden als „aggressiv“. Eine „Gruppe schwarzberockter Kirchenmänner“ habe ihr bei ihrem vorzeitigen Verlassen der Veranstaltung „den Weg nach draußen“ verstellt, vor der Tür wären „faschistische Flugblätter“ verteilt worden. Genauso stelle sie sich „die Konterrevolution“ vor. Anlässlich der Volkskammerwahl am 18. März 1990 war sie in ihrem Wohngebiet als Wahlhelferin tätig.
Viett blieb trotz der Wende und friedlichen Revolution in der DDR und der Verhaftung von Susanne Albrecht, die ebenfalls als ehemaliges RAF-Mitglied in der DDR untergetaucht war, in Magdeburg.
Bis zu ihrer Enttarnung wurde Viett während ihrer Zeit in der DDR, ebenso wie die anderen neun RAF-Aussteiger, vom Ministerium für Staatssicherheit lückenlos überwacht. Ihre Wohnungen waren verwanzt und ihre Telefongespräche wurden abgehört. Alle Vorgänge wurden im „Operativvorgang Stern 2“ erfasst.

### Verhaftung und Verurteilung
Nachdem eine Nachbarin sie der Polizei als gesuchte Terroristin gemeldet hatte, wurde sie am 12. Juni 1990 im Eingangsbereich ihres Wohnhauses auf dem Weg zum Aufzug verhaftet. Vier Wochen später lieferte die DDR sie in die Bundesrepublik aus.

Im Juni 1990 schrieb Inge Viett nach ihrer Verhaftung eine Hymne auf die DDR in einem Brief an ihr „Liebes Kollektiv“:

„Ein Land, das sich die Werte, für die ich lebte, auf seine Fahnen, seine Verfassung und Gesetze geschrieben hat: Antifaschismus, Solidarität, Völkerfreundschaft und Kollektivität. Für diese gesellschaftlichen Ziele hab ich all die Jahre in der DDR mit großer Kraft gelebt und gearbeitet. Es sind die wichtigsten Jahre in meinem Leben.“

Das Oberlandesgericht Koblenz verurteilte sie 1992 für die Schüsse auf den Polizisten in Paris wegen versuchten Mordes zu dreizehn Jahren Freiheitsstrafe.

### Nach der Verurteilung
Im Januar 1997 wurde Viett nach Verbüßung der halben Strafe aus der Haft entlassen und die Reststrafe zur Bewährung ausgesetzt. Schon während des Vollzugs der Strafe erschien ihr erstes Buch, bis zuletzt war sie als Autorin tätig. Von den bewaffneten Aktionen der RAF hat sie sich nie distanziert. Allerdings rückte sie teilweise von der RAF-Ideologie ab: Bewaffneter Kampf könne politisch nur gerechtfertigt sein, wenn er „von einem tragfähigen Teil der Bevölkerung für notwendig gehalten“ werde. Der Regisseur Volker Schlöndorff benutzte Motive aus ihrer Autobiographie für seinen Film Die Stille nach dem Schuss. Daraufhin warf Viett ihm und Drehbuchautor Wolfgang Kohlhaase vor, ein Plagiat begangen zu haben. Die beiden Parteien konnten sich außergerichtlich einigen.
Viett veröffentlichte am 24. Februar 2007 in der „jungen Welt“ einen offenen Brief, in dem sie den Terrorismus der RAF verteidigte. Der „politisch/militärische Angriff“ sei damals „für uns der angemessene Ausdruck für unseren Widerstand gegen den Kapitalismus“ gewesen. Rückblickend beklagt sie in dem Lust auf Freiheit betitelten Text, „dass dem Guerillakampf in der BRD und in allen imperialistischen Staaten verdammt mehr Erfahrung, Klugheit, Ausdauer und Unterstützung zu wünschen gewesen wären“. Die bewaffneten Aktionen der RAF bezeichnete sie in diesem Beitrag als „Klassenkampf von unten“. Vor vierzig Jahren habe es eine kleine Schar von Menschen gegeben, die entschlossen den Kampf gegen die deutsche Elite und ihr Machtsystem aufgenommen hätten, so Viett. Inspiriert worden sei man dabei von den antikolonialen und nationalen Befreiungsbewegungen. Viett trat 2007 auch als Gast auf einer Veranstaltung des Revolutionären Aufbaus Schweiz in Zürich auf. Im selben Jahr nahm sie mit Ralf Reinders an der „revolutionären 1.-Mai-Demo“ in Berlin teil, was die Bild mit „Auftritt der Terror-Rentner“ kommentierte.
Bei einer Demonstration gegen ein Gelöbnis der Bundeswehr, das am 20. Juli 2008 am Brandenburger Tor stattfand, wurde Viett vorläufig festgenommen. Ein Prozess vor dem Berliner Amtsgericht wegen „versuchter Gefangenenbefreiung“ endete am 22. Oktober 2009 mit einem Freispruch, allerdings wurde Viett wegen Widerstands gegen Vollstreckungsbeamte zu 225 Euro Geldstrafe verurteilt.
Am 8. Januar 2011 sprach sie im Rahmen der Podiumsdiskussion bei der Internationalen Rosa-Luxemburg-Konferenz in Berlin davon, dass „der Aufbau einer revolutionären kommunistischen Organisation mit geheimen Strukturen“ das Gebot der Stunde sei. Auf dem Weg zum Kommunismus sei eine „kämpferische Praxis“ gefragt, bei der die „bürgerliche Rechtsordnung“ kein Maßstab sein könne. Wörtlich erklärte sie: „Wenn Deutschland Krieg führt und als Anti-Kriegsaktion Bundeswehr-Ausrüstung abgefackelt wird, dann ist das eine legitime Aktion, wie auch Sabotage im Betrieb an Rüstungsgütern. Auch wilde Streikaktionen, Betriebs- oder Hausbesetzungen, militante antifaschistische Aktionen, Gegenwehr bei Polizeiattacken etc.“ Der CDU-Innenpolitiker Wolfgang Bosbach bezeichnete dies als einen „Aufruf zum gewaltsamen Kampf gegen den Staat“. Medien sprachen von einem „Aufruf zur Gründung einer neuen terroristischen Vereinigung“. Im November 2011 verurteilte das Amtsgericht Berlin-Tiergarten Viett aufgrund ihrer Äußerungen zu einer Geldstrafe von 1200 Euro wegen der Billigung von Straftaten. Für Aufsehen sorgte auch eine Einladung des Revolutionären Aufbaus Schweiz von Viett auf eine Veranstaltung in Zürich Ende April 2011.
Kontroverse Diskussionen löste Vietts Auftritt auf einer Demonstration gegen die Münchner Sicherheitskonferenz im Frühjahr 2013 im „Anti-Siko-Bündnis“ aus, als sie auf Einladung des Antikapitalistischen Blocks eine Rede hielt.
Inge Viett lebte mindestens seit 2009 auf einem Bauernhof im brandenburgischen Falkensee bei Berlin, wo sie auch am 9. Mai 2022 im Alter von 78 Jahren starb.

## Schriften
- Einsprüche! Briefe aus dem Gefängnis. Edition Nautilus, Hamburg 1996, ISBN 3-89401-266-8.
- Nie war ich furchtloser. Autobiographie. Edition Nautilus, Hamburg 1997, ISBN 3-89401-270-6 (auch: Rowohlt Taschenbuchverlag Reinbek 1999, ISBN 3-499-60769-7).
- Cuba libre bittersüß. Reisebericht. Edition Nautilus, Hamburg 1999, ISBN 3-89401-340-0.
- Morengas Erben. Eine Reise durch Namibia. Edition Nautilus, Hamburg 2004, ISBN 3-89401-447-4.

## Film
- Große Freiheit – kleine Freiheit, Kristina Konrad (Regie), Dokumentarfilm, Deutschland 2000, s/w, 83 Min.
Dokumentation über Inge Viett aus Deutschland und María Barhoum aus Uruguay
- Die Stille nach dem Schuss, halbfiktionales Drama von Regisseur Volker Schlöndorff nach Motiven und Handlung der Autobiografie von Inge Viett.[73]